# Aeroportul Internațional Hermanos Serdán
Aeroportul Internațional Hermanos Serdán (IATA: PBC, ICAO: MMPB) este un aeroport din Puebla, Mexic ce deservește zona Puebla de Zaragoza. Aeroportul a fost tranzitat în 2023 de 935.500 de pasageri. A fost deschis în 18 noiembrie 1985.
Situat la o altitudine de 2.244 m, aeroportul dispune de 1 pistă. Este operat de Aeropuertos y Servicios Auxiliares⁠(d).

## Infrastructură

### Piste
Aeroportul dispune de o singură pistă. Pista 17/35 are suprafața de asfalt și dimensiunile 3.600 m × 45 m. 